# Ira (Vermont)
Ira è un comune degli Stati Uniti d'America, situato nello Stato del Vermont e in particolare nella contea di Rutland.
La località deve il suo nome a Ira Allen.